# Comuna Recea, Argeș
Recea este o comună în județul Argeș, Muntenia, România, formată din satele Deagu de Jos, Deagu de Sus, Goleasca, Orodel și Recea (reședința). Comuna are o populație de 3272 locuitori (recensământul 2002) și este situată în valea râului Teleorman.

## Geografie
Comuna Recea este situată în Câmpia Găvanu-Burdea, în sudul județului Argeș, la 45 km de municipiul Pitești, pe malurile râului Teleorman. Are în componență cinci sate: Recea, Deagu de Sus, Deagu de Jos, Goleasca și Orodel. Satele Deagu de Sus și Deagu de Jos se află pe valea pârâului Băidana, un afluent al râului Teleorman. Băidana este aproape secat în perioadele secetoase dar provoacă inundații atunci când plouă abundent. Lunca acestui pârâu este numită de localnici Valea Săracului.
Se învecinează cu următoarele comune: Buzoești la nord, Negrași la est, Izvoru la sud și Ungheni la vest.
Comuna este străbătută de șoseaua județeană DJ504, care duce spre nord la Buzoești (unde se termină în DN65A) și spre sud la Izvoru, Popești, mai departe în județul Teleorman la Mârzănești, Alexandria (unde se intersectează cu DN6 și DN6F), Orbeasca, Olteni, Trivalea-Moșteni, Tătărăștii de Jos, Tătărăștii de Sus, și mai departe în județul Giurgiu la Gogoșari, Putineiu și Giurgiu (unde se termină în DN5B). La Recea, acest drum se intersectează cu șoseaua județeană DJ679D, care o leagă spre vest de Ungheni (unde se termină în DN65A) și spre nord-est de Negrași.

## Istorie
Satele Recea și Orodel au fost atestate documentar la 1559, iar Deagu de Sus, Deagu de Jos și Goleasca la 1520.
La sfârșitul secolului al XIX-lea, comuna făcea parte din plasa Gălășești a județului Argeș și era formată din satele Recea de Jos și Recea de Sus, având o populație de 1562 de locuitori. În comună funcționau două mori cu aburi, două biserici și o școală. La acea dată, pe teritoriul actual al comunei mai funcționa, în aceeași plasă, și comuna Deagu, având 1182 de locuitori în satele Deagu de Jos și Deagu de Sus; funcționau și aici două biserici și o școală primară rurală. Anuarul Socec din 1925 consemnează cele două comune în plasa Teleorman a aceluiași județ, comuna Recea având aceeași alcătuire și 2095 de locuitori, iar comuna Deagurile având 1731 de locuitori în satele Deagu de Jos, Deagu de Sus și Goleasca.
În 1950, cele două comune au fost transferate raionului Costești din regiunea Argeș. În 1968, ele au revenit la județul Argeș, reînființat, iar comuna Deagurile a fost desființată, satele ei trecând la comuna Recea. Tot atunci, satele Recea de Jos și Recea de Sus au fost comasate, formând satul Recea.

## Monumente istorice
În comuna Recea se află două monumente istorice de interes național. Unul este monumentul istoric de arhitectură biserica „Adormirea Maicii Domnului” (1765) din satul Deagu de Sus. Altul este o cruce de piatră datând din 1714 și clasificată ca monument memorial sau funerar și aflată în curtea bisericii.
În rest, alte trei obiective din comună sunt incluse în lista monumentelor istorice din județul Argeș ca monumente de interes local, toate clasificate ca monumente istorice de arhitectură: biserica „Adormirea Maicii Domnului” (1805), casa Tănăsescu (1937) și casa Marin Corbescu (1930), toate trei în satul Recea, în zona fostului sat Recea de Sus.

## Demografie
Componența etnică a comunei Recea
     Români (92,67%)
     Alte etnii (0,53%)
     Necunoscută (6,79%)
Componența confesională a comunei Recea
     Ortodocși (93%)
     Alte religii (0%)
     Necunoscută (7%)
Conform recensământului efectuat în 2021, populația comunei Recea se ridică la 2.430 de locuitori, în scădere față de recensământul anterior din 2011, când fuseseră înregistrați 2.992 de locuitori. Majoritatea locuitorilor sunt români (92,67%), iar pentru 6,79% nu se cunoaște apartenența etnică. Din punct de vedere confesional, majoritatea locuitorilor sunt ortodocși (93%), iar pentru 7% nu se cunoaște apartenența confesională.

## Politică și administrație
Comuna Recea este administrată de un primar și un consiliu local compus din 11 consilieri. Primarul, Iliuță-Dorel Dragu[*], de la Partidul Social Democrat, este în funcție din octombrie 2020. Începând cu alegerile locale din 2024, consiliul local are următoarea componență pe partide politice:
|  | Partid                    | Consilieri | Componența Consiliului | Componența Consiliului | Componența Consiliului | Componența Consiliului | Componența Consiliului | Componența Consiliului | Componența Consiliului |
|  | ------------------------- | ---------- | ---------------------- | ---------------------- | ---------------------- | ---------------------- | ---------------------- | ---------------------- | ---------------------- |
|  | Partidul Social Democrat  | 7          |                        |                        |                        |                        |                        |                        |                        |
|  | Partidul Național Liberal | 4          |                        |                        |                        |                        |                        |                        |                        |